# Александар Митровић (одбојкаш)
Александар Митровић (Крушевац, 24. септембар 1982) српски је одбојкаш.

## Биографија
Одбојку је почео да игра у екипи ОК Крушевац, у свом родном граду. Студирао је фармацију. Игра на позицији примача. У каријери је наступао за београдски Партизан. Наступао је за клубове у Италији, Турској, Пољској, Француској, Русији и Аргентини. Био је члан националног тима који је представљао Србију и Црну Гору на Летњим олимпијским играма 2004. у Атини.  Са репрезентацијом Србије и Црне Горе је освојио бронзану медаљу на Европском првенству 2005. године. Има још две медаље у Светској лиги, бронза у Риму 2004. и сребро у Београду 2005. године.

## Клубови
- 1998–2000   ОК Крушевац
- 2000–2004   ОК Партизан
- 2004–2005    Палаволо Манту
- 2005–2006    Латина Волеј
- 2006–2007   Халкбанк Анкара
- 2007–2009   Асеко Ресовија
- 2009   Јарославич
- 2009–2010   ОК Партизан
- 2010–2011   ГФЦО Ајачо
- 2011–2012   УПЦН Сан Хуан Волеј
- 2012–2013   Ал Аин Абу Даби
- 2013—2015   Ница
- 2015—2016   Мартиг
- 2016—2017   Оранж Насау
- 2017—2020   Мартиг

## Успеси

### Репрезентативни
- Бронзана медаља

Европско првенство
2005. Србија / Италија